# عوامل تولید فیلم

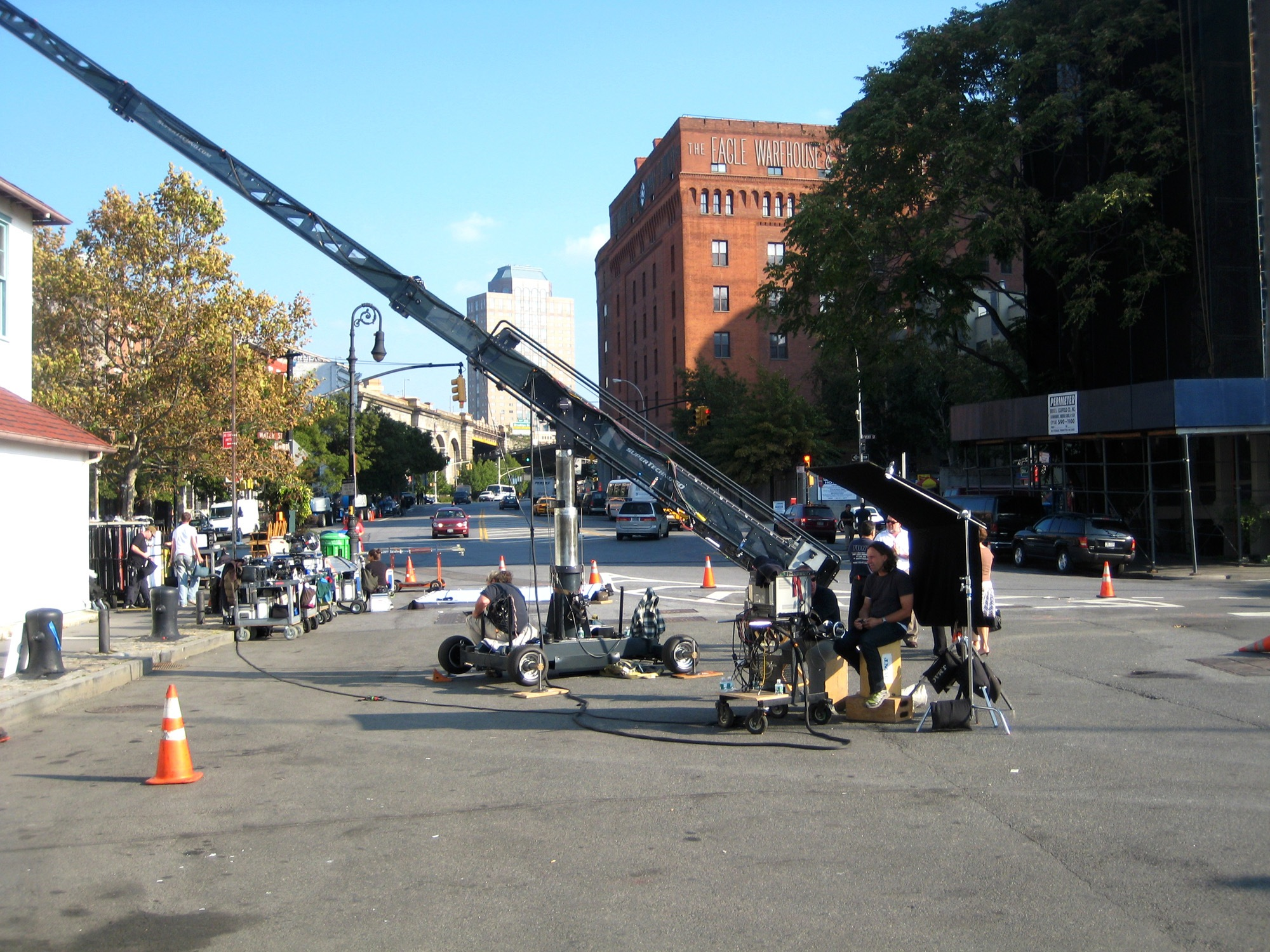
پشت صحنه یک فیلم

عوامل تولید فیلم گروهی از افراد هستند که توسط کارگردان با هدف تولید یک فیلم یا تصویر متحرک استخدام شده‌اند. عوامل تولید از بازیگران که باید جلوی دوربین فیلمبرداری ظاهر شوند یا برای شخصیت‌ها در فیلم صدا ارائه کنند متمایز شده‌اند. همینطور عوامل تولید از تولیدکننده‌ها که صاحب قسمتی از شرکت فیلم یا مالکیت فکری فیلم هستند مجزا می‌باشند. عوامل تولید یک فیلم به بخش‌های مختلف تقسیم شده‌است، که هر کدام در یک جنبهٔ خاص از تولید متخصص هستند. مواضع عوامل تولید فیلم در طول سال‌ها به سبب تغییرات تکنولوژیکی تکامل یافته‌است، اما خیلی از کارهای سنتی اوایل قرن بیستم باوجود حوزه‌های قضایی و فرهنگ‌های فیلم‌سازی رایج هستند.
ساخت تصویر متحرک در سه مرحله به روشنی تعریف شدهٔ پی در پی - پیش از تولید، عکاسی اصلی و پس از تولید - روی می‌دهد که بسیاری از مواضع عوامل تولید فیلم با یک یا دو تا از مراحل در ارتباط هستند. همینطور بین دست‌اندرکارانی که هزینه‌های ثابت دریافت نمی‌کنند (عوامل فنی تولید) و دست‌اندرکارانی که هزینه ثابت دریافت می‌کنند (بازیگران، تهیه‌کنندگان، نویسندگان و کارگردانان) تفاوت است. کارگردان به عنوان یک نهاد مجزا در نظر گرفته می‌شود، نه بین ساختار دپارتمان عوامل تولید فیلم. مواضع عوامل تولید تلویزیون از مواضع عوامل تولید فیلم مشتق شده‌اند.

## عوامل تولید فیلم
از عوامل تولید فیلم به موارد زیر می‌توان اشاره کرد:

### گروه تهیه و تولید
- تهیه‌کننده
- سرمایه گذار
- دستیار تهیه‌کننده
- مدیریت تولید
- مجری طرح
- مدیر تدارکات
- مدیر اجرایی تولید

### گروه نویسندگان
- نویسنده طرح
- فیلم‌نامه‌نویس
- بازنویسی کننده

### گروه کارگردانی
- کارگردان
- دستیار کارگردان
- برنامه‌ریز
- منشی صحنه
- کارگردان هنری

بازیگردان و
عکاس یا فیلمبردار پشت صحنه

### گروه بازیگری
- مسئول انتخاب بازیگران
- بازیگردان
- هنرپیشه (بازیگران اصلی)
- بازیگران نقش جزئی
- سیاهی‌لشکر
- بدل‌کار
- صدا پیشه
- دوبلور

### گروه صحنه و لباس
- مدیر صحنه
- طراح صحنه
- طراح دکور
- طراح لباس

### گروه چهره پردازی
- طراح چهره پردازی
- چهره‌پرداز
- مو آرا

### گروه فیلم برداری
- کارگردان تلویزیونی
- مدیر فیلمبرداری
- فیلم‌بردار
- دستیار فیلم‌بردار
- نورپرداز
- گفر

### گروه صدا
- صدابردار
- مدیر دوبلاژ
- صداگذار (تدوینگر صدا)
- مهندس صدا
- آهنگ‌ساز

### گروه تدوین
- تدوین‌گر
- دستیار تدوین‌گر